# 孪叶羊蹄甲
孪叶羊蹄甲（学名：Bauhinia didyma）为豆科羊蹄甲属的植物，是中国的特有植物。分布于中国大陆的广东、广西等地，生长于海拔100米至500米的地区，多生长于山谷溪边疏林中，目前尚未由人工引种栽培。

## 别名
牛耳麻、飞机藤（广东信宜） 二裂片羊蹄甲（中国主要植物图说）